# Rivière Cachée (vattendrag i Kanada, Québec, lat 46,28, long -74,65)
Rivière Cachée är ett vattendrag i Kanada.   Det ligger i provinsen Québec, i den sydöstra delen av landet, 130 km nordost om huvudstaden Ottawa.
I omgivningarna runt Rivière Cachée växer i huvudsak blandskog. Runt Rivière Cachée är det mycket glesbefolkat, med 5 invånare per kvadratkilometer.